# Geothlypis trichas
La mascarita común (Geothlypis trichas)  también conocido como mascarita norteña; antifacito norteño, caretica, chipe de cara negra, cigüita enmascarada, cuelliamarillo común, enmascarado norteño, reinita de antifaz, reinita gorgigualda, reinita pica tierra es un ave de la familia de los parúlidos. Se reproducen de manera masiva en América del Norte con un área de distribución desde del sur de Canadá al centro de México.

## Distribución
Las subespecies norteñas son migratorias que pasan al invierno en el sur de su área de reproducción, América central y las Antillas del Mar Caribe. Las cigüitas enmascaradas meridionales son residentes y en Europa son divagantes muy raras.

### Hábitat
Habitan en humedales con densa vegetación baja, y también se le puede encontrar en otras áreas con matorral denso. Por el contrario estos pájaros son menos comunes en lugares secos. 

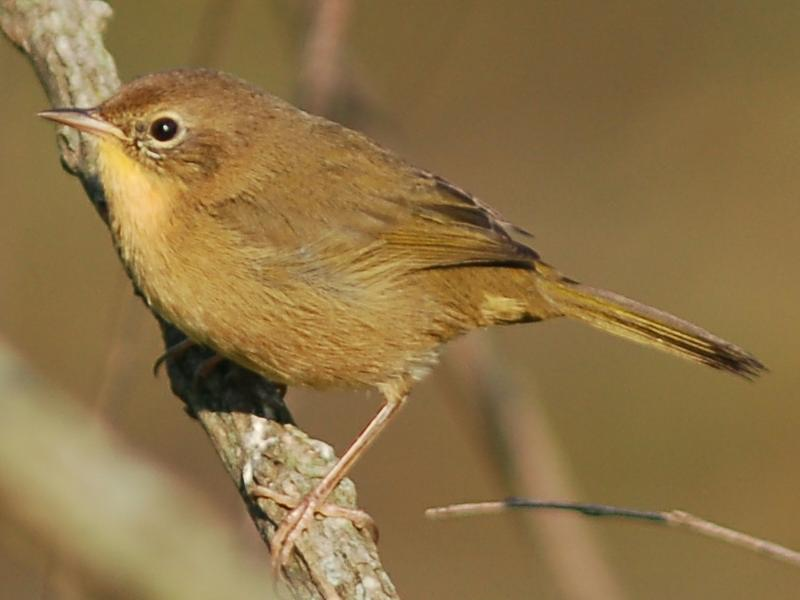
Hembra.

## Descripción
Las careticas tienen dorsos color café, gargantas amarillas, y vientre blanco. Los adultos machos tienen máscaras negras enmarcadas por una banda color plomo, solo en la parte de arriba. La hembras tienen un aspecto similar pero sin la máscara negra.
Las especies de este pájaro del sudoeste de su rango tienen los colores amarillo más fuerte.

## Subespecies

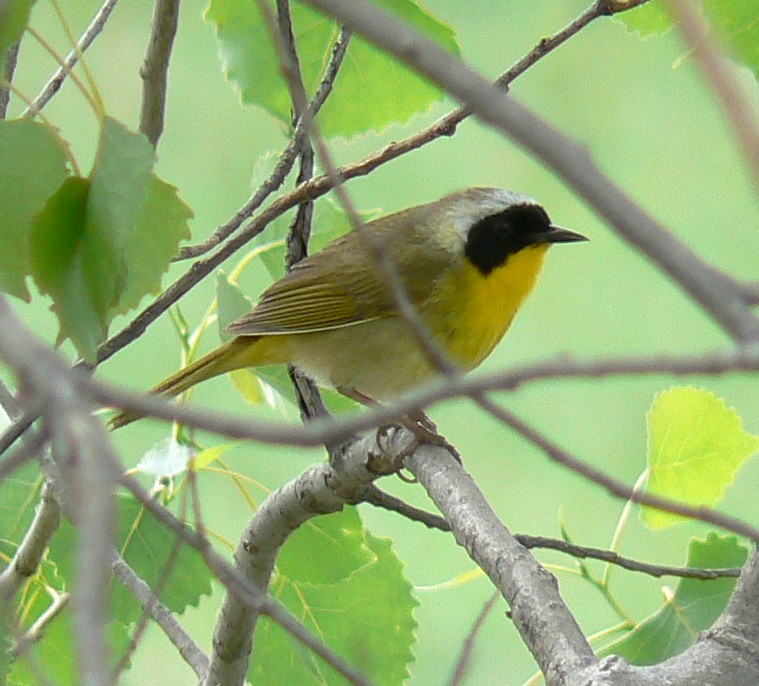
Macho.

Hay 14 subespecies de esta ave, y sus diferencias son sobre todo en la apariencia y características de la cara del macho así como en el brillo de su pecho amarillo. Las subespecies del sudoeste de su área de distribución tienen los colores amarillo más fuerte.

## Comportamiento
Las hembras parecen preferir machos con máscaras más grandes. Las mascaritas comunes forman nidos en áreas bajas de la vegetación, ponen entre 3 y 5 huevos en un nido con forma de vaso. Ambos padres alimentan a sus crías.
Las reinitas gargantiamarillas se alimentan de insectos quienes son atrapados entre los arbustos bajos y a veces en aire libre. Su canto es fuerte y alto. 

## Estado de conservación
Hay 32.000.000 en el mundo y son considerada una especie de preocupación menor. Sin embargo algunas subespecies están amenazadas y sus números están disminuyendo. Como la mascarita común de humedales salados de California.